# Jean-Pierre Dardenne (politicus)
Jean-Pierre Dardenne (Aye, 23 september 1954) is een voormalig Belgisch lid van het Waals Parlement.

## Levensloop
Als licentiaat in het notariaat aan de Université Catholique de Louvain werd hij beroepshalve advocaat. In 1982 werd hij voor de PRL (sinds 2002 MR) verkozen tot gemeenteraadslid van La Roche-en-Ardenne, waar hij van 1983 tot 1995 en van 1998 tot 2011 burgemeester was. In april 2011 stopte hij als burgemeester en in februari 2012 als gemeenteraadslid.
Van 1981 tot 1995 was Dardenne eveneens provincieraadslid van de provincie Luxemburg en van 1984 tot 1995 was hij voorzitter van de provincieraad. Vervolgens zetelde hij van 1995 tot 2009 in het Waals Parlement en in het Parlement van de Franse Gemeenschap. In het Waals Parlement was hij van 1999 tot 2004 de voorzitter van de commissie Leefmilieu, Landbouw en Energie en van 2004 tot 2009 secretaris. In 2009 werd hij niet meer herkozen.
In februari 2012 verliet hij de politiek om vervangend rechter te worden bij het handelstribunaal van Marche-en-Famenne. In juni 2015 werd hij tevens benoemd tot voorzitter van de Franstalige Tuchtraad van de Psychologencommissie.